# Isla Aniwa
Aniwa es una pequeña isla en la provincia más al sur de Tafea, Vanuatu.
Como una isla de coral (un atolón de coral elevado), se eleva a solo 42 m sobre el nivel del mar. En el noroeste se encuentra la laguna de Itcharo (Tiaro), que está abierta al mar. La isla grande más cercana es Tanna, a unos 24 km al suroeste.

## Población
Al igual que el cercano West Futuna, es un atolón polinesio, y por lo tanto sus habitantes provenían originalmente de Samoa, y el grupo Wallis y Futuna en lugar de los melanesios de otras islas cercanas, aunque ha habido mucho matrimonio con Tanna a lo largo de las generaciones. El idioma de ambas islas es Futunan, en la rama futúrica de las lenguas polinesias nucleares, aunque los dialectos entre las dos islas son distintos. La población es de aproximadamente 350 en cinco aldeas distintas:
1. Itamotou
2. Imalé
3. Isavaï
4. Ikaokao
5. Namsafoura

El pueblo principal es Ikaokao, ubicado en el centro del sur de la isla, seguido por Isavai en el centro de las islas. El culto de carga John Frum existe en Ikaokao y no se ve afectado por la participación turística que ha modificado el culto en Tanna.

## Transporte
La isla es servida por el aeropuerto de Aniwa, una franja aérea en el norte con vuelos desde Port Vila dos veces por semana.
Anchorage es un desafío en 20 m en la costa oeste de la isla, identificable por un cuadrado blanco pintado en la cara de coral. El envío de mercancías o pasajeros se realiza mediante el servicio mensual de transporte interisland o las numerosas embarcaciones pequeñas de motor fuera de borda operadas por particulares.
Un camino accesible a vehículos une casi todas las partes de la isla.